# 미캇
미캇(miqat, 아랍어: مِيْقَات, 로마자 표기: mīqāt, 직역: '정해진 장소')은 하즈(Ḥjj) 또는 움라(ʿumrah)를 수행하려는 무슬림 순례자들이 이람(iḥrām, 직역: '금지') 상태에 들어가야 하는 주요 경계이다. 이 상태에서는 특정 허용된 활동이 금지된다.
마와끼(mawaqīt, مَوَاقِيْت)는 다섯 가지가 있다. 이 중 네 가지는 이슬람 예언자 무함마드가 정했다. 하나는 메소포타미아와 페르시아의 새로 합병된 지역에서 온 순례자들의 필요를 충족시키기 위해 두 번째 라시둔 칼리파인 우마르 이븐 알카타브가 정했다.

## 같이 보기
- 중동
  - 아라비아반도